# 高正礼
高正礼（1967年8月—），安徽宣城人，国家万人计划领军人才，北京交通大学教授。

## 生平
1991年本科毕业于安徽师范大学，后分别于1994年和2010年获安徽师范大学硕士、博士学位。曾担任安徽师范大学马克思主义学院院长。2020年调至北京交通大学，任马克思主义学院院长。

## 学术贡献
主要从事中共党史、马克思主义中国化教学和研究工作。主持国家社科基金重大项目等课题十余项，发表论文100余篇。研究成果获省部级科研成果奖和教学成果奖多项。是“习近平新时代中国特色社会主义思想”全国高校黄大年式教师团队带头人。

## 社会兼职
教育部全国高校思政课教学指导委员会委员，中国史学会理事，中国马克思恩格斯研究会理事。